# Aleuropteryx pseudocapensis
Aleuropteryx pseudocapensis is een insect uit de familie van de dwerggaasvliegen (Coniopterygidae), die tot de orde netvleugeligen (Neuroptera) behoort. 
De wetenschappelijke naam Aleuropteryx pseudocapensis is voor het eerst geldig gepubliceerd door Meinander in 1998.